# Соковнин, Александр Александрович
Александр Александрович Соковнин (12 сентября 1947 — 15 сентября 2018) — советский футболист, защитник, полузащитник. Советский и российский тренер.
Воспитанник футбольной школы «Динамо» Киров, первый тренер В. М. Шулятьев, где провёл бо́льшую часть карьеры — в 1965—1972, 1974 годах сыграл 205 матчей, забил 9 голов. В 1973 году играл за «Динамо» Вологда.
Главный тренер кировской команды в 1984—1985, 1988—1989, 1993—1994, 1998—1999 годах. Главный тренер «Электрона» Вятские Поляны в 1991—1992 годах.
Выпускник высшей школы тренеров. Награждён почётной грамотой Законодательного собрания Кировской области за большой вклад в развитие футбола Кировской области (2016). Награждён Знаком и почетной грамотой РФС за заслуги в развитии отечественного футбола (2017). Скончался 15 сентября 2018 года на 71-м году жизни.